# Bernard Barbier
Bernard Barbier (ur. 4 maja 1927, zm. 24 stycznia 2024 w Marsylii) – francuski geograf, profesor Université d’Aix-Marseille II, od 1984 honorowy uczestnik Polskiego Towarzystwa Geograficznego. Współpracuje z Polską Akademią Nauk. Otrzymał w 1990 tytuł doktora honoris causa Uniwersytetu Łódzkiego.